# Barbara Visser
Barbara Visser (ur. 16 sierpnia 1977 w Szybeniku) – holenderska polityk i samorządowiec, działaczka Partii Ludowej na rzecz Wolności i Demokracji, deputowana krajowa, sekretarz stanu, od 2021 do 2022 minister infrastruktury i gospodarki wodnej.

## Życiorys
Córka Holendra i Chorwatki. Absolwentka szkoły średniej Blaise Pascal College w miejscowości Zaandam, odbywała następnie studia ekonomiczne na Wolnym Uniwersytecie w Amsterdamie, uzyskując w 2001 magisterium. Pracowała w administracji skarbowej w ramach ministerstwa finansów, a także w przedsiębiorstwie konsultingowym Atos Consulting.
Działaczka centroprawicowej Partii Ludowej na rzecz Wolności i Demokracji. W 2006 została radną miejscowości Zaanstad, a w 2010 weszła w skład miejskich władz wykonawczych miejscowości, w których odpowiadała m.in. za kwestie gospodarki, turystyki, pracy i integracji. W wyborach w 2012 uzyskała mandat posłanki do Tweede Kamer, niższej izby Stanów Generalnych. W 2017 z powodzeniem ubiegała się o reelekcję.
W październiku 2017 została sekretarzem stanu w resorcie obrony w trzecim rządzie Marka Rutte. W sierpniu 2021 w tym samym gabinecie zastąpiła Corę van Nieuwenhuizen na stanowisku ministra infrastruktury i gospodarki wodnej. Funkcję tę pełniła do końca urzędowania gabinetu w styczniu 2022.